# Bengt-Olof Granberg
Bengt-Olof Granberg, folkbokförd Benkt Olofsson Granberg, född 19 maj 1908 i Engelbrekts församling i Stockholm, död 15 juni 1972 i S:t Matteus församling i Stockholm, var en svensk skådespelare. 
Bengt-Olof Granberg var son till konsthistorikern Olof Granberg och Amalia, ogift Fröding, och bror till skådespelaren Karin Granberg samt morbror till hennes söner skådespelaren Lars Granberg och radiomannen Peter Granberg.
Granberg var 1943–1958 gift med Inga-Britt Andersson (1919–2004). De fick två söner tillsammans. Han är begravd i Granbergska familjegraven på Norra begravningsplatsen i Stockholm.

## Filmografi
- 1931 – Dantes mysterier
- 1931 – Röda dagen
- 1931 – Falska miljonären
- 1931 – Trötte Teodor
- 1931 – Skepparkärlek
- 1932 – Vi som går köksvägen
- 1932 – Pojkarna på Storholmen
- 1932 – Sten Stensson Stéen från Eslöv på nya äventyr
- 1932 – Svarta rosor
- 1932 – Landskamp
- 1932 – Lyckans gullgossar
- 1932 – Service de nuit
- 1933 – En melodi om våren
- 1933 – Vad veta väl männen
- 1936 – Våran pojke
- 1936 – Kungen kommer

## Teater

### Roller
| År   | Roll                | Produktion                                                                    | Regi               | Teater            |
| ---- | ------------------- | ----------------------------------------------------------------------------- | ------------------ | ----------------- |
| 1928 | Champaux            | Duvals skilsmässa (Les Surprises du divorce) Alexandre Bisson och Antony Mars | Hugo Bolander      | Lilla Folkteatern |
| 1931 | Fredin, extralärare | 33.333 Algot Sandberg                                                         | Sigurd Wallén      | Folkteatern       |
| 1931 | Älskaren            | Lilla Katarina (La Petite Catherine) Alfred Savoir                            | Ernst Eklund       | Komediteatern     |
| 1935 | Kapen Gerald Bennet | Processen Bennet (Libel!) Edward Wooll                                        | Harry Roeck-Hansen | Blancheteatern    |
| 1937 | Bergman             | Hans första premiär (Premieren) Svend Rindom                                  | Harry Roeck-Hansen | Blancheteatern    |
| 1962 | Jake                | Leon Phitts är död (Leon Phitts Is Dead) Mark Zalk                            | Hans Abramson      | Lilla Teatern     |